# Тапиас, Мигель
Мигель Анхель Тапиас Давила (исп. Miguel Ángel Tapias Dávila; род. 9 января 1997, Эрмосильо, Сонора, Мексика) — мексиканский профессиональный футболист, играющий на позиции центрального защитника в клубе MLS «Миннесота Юнайтед».

## Клубная карьера
Тапиас присоединился к молодёжной системе «Пачуки» в возрасте 11 лет и прошёл через составы до 15, до 17 и до 20 лет.
Мигеля отдали в аренду в «Минерос де Сакатекас» из Ассенсо МХ летом 2016 года. Он дебютировал на профессиональном уровне в матче против «Хуареса» 16 июля (матч завершился победой «Минерос де Сакатекас» со счетом 1:0). Он сыграл 32 матча за «Сакатекас» в течение следующих двух лет, выходя в стартовом составе во всех кроме одного, прежде чем вернуться в «Пачуку» в июне 2018 года. Тренер первой команды Пако Айестаран дал Тапиасу дебютировать в Лиге MX 21 июля; он отыграл все 90 минут в матче с «Монтеррей», завершившимся со счетом 1:0, на позиции центрального защитника. Свой первый гол он забил два месяца спустя в домашнем матче против «Крус Асуль». 23 октября Тапиас забил гол в ворота «Монтеррея» в первые минуты полуфинального матча Кубка MX 2018, который «Пачука» проиграла по пенальти после ничьей 3-3.
В феврале 2020 года Тапиас впервые был включён в команду недели Лиги MX в четвёртом раунде сезона 2020.
Он перешел в «Миннесота Юнайтед» 8 февраля 2023 года. В сезоне MLS 2023 Тапиас появился в стартовом составе 32 из 34 матчей регулярного сезона. Он забил свой первый гол в MLS против «Колорадо Рэпидз» 18 марта 2023 года. В том матче Мигель забил победный гол со штрафного ударом головой.

## Личная жизнь
У Тапиаса и его жены Лейди есть дочь по имени Регина.

## Достижения
«Пачука»
- Победитель Аппертуры Лиги MX: 2022

## Статистика
По состоянию на 31 августа 2024 года
| Выступление            | Выступление      | Выступление      | Лига | Лига | Кубки | Кубки | Континентальные | Континентальные | Прочие | Прочие | Итого | Итого |
| Клуб                   | Лига             | Сезон            | Игры | Голы | Игры  | Голы  | Игры            | Голы            | Игры   | Голы   | Игры  | Голы  |
| ---------------------- | ---------------- | ---------------- | ---- | ---- | ----- | ----- | --------------- | --------------- | ------ | ------ | ----- | ----- |
| Пачука                 | Лига MX          | 2018/2019        | 13   | 1    | 7     | 1     | 0               | 0               | 0      | 0      | 20    | 2     |
| Пачука                 | Лига MX          | 2019/2020        | 6    | 0    | 6     | 0     | 0               | 0               | 0      | 0      | 12    | 0     |
| Пачука                 | Лига MX          | 2020/2021        | 3    | 0    | 0     | 0     | 0               | 0               | 0      | 0      | 3     | 0     |
| Пачука                 | Лига MX          | 2021/2022        | 24   | 0    | 0     | 0     | 0               | 0               | 0      | 0      | 24    | 0     |
| Пачука                 | Лига MX          | 2021/2022        | 13   | 0    | 0     | 0     | 0               | 0               | 0      | 0      | 13    | 0     |
| Пачука                 | Итого            | Итого            | 59   | 1    | 13    | 1     | 0               | 0               | 0      | 0      | 72    | 2     |
| → Минерос де Сакатекас | Ассенсо МХ       | 2016/2017        | 17   | 0    | 6     | 0     | 0               | 0               | 0      | 0      | 23    | 0     |
| → Минерос де Сакатекас | Ассенсо МХ       | 2017/2018        | 18   | 0    | 5     | 0     | 0               | 0               | 0      | 0      | 23    | 0     |
| → Минерос де Сакатекас | Итого            | Итого            | 35   | 0    | 11    | 0     | 0               | 0               | 0      | 0      | 46    | 0     |
| Миннесота Юнайтед      | MLS              | MLS 2023         | 32   | 1    | 2     | 0     | 0               | 0               | 4      | 0      | 38    | 1     |
| Миннесота Юнайтед      | MLS              | MLS 2024         | 17   | 21   | 0     | 0     | 0               | 0               | 4      | 0      | 21    | 21    |
| Миннесота Юнайтед      | Итого            | Итого            | 53   | 1    | 2     | 0     | 0               | 0               | 6      | 0      | 61    | 1     |
| Всего за карьеру       | Всего за карьеру | Всего за карьеру | 147  | 2    | 26    | 1     | 0               | 0               | 6      | 0      | 179   | 3     |

1. ↑  Кубок Мексики по футболу, Открытый кубок США по футболу
2. ↑  Остальные официальные матчи:Кубок лиг